# Чау (город)
Чау (бирм. ချောက်) — город в центральной части Мьянмы, на территории административного округа Магуэ. Входит в состав района Магуэ.

## Географическое положение
Город находится в восточной части провинции, на левом берегу реки Иравади, на расстоянии приблизительно 178 километров к северо-западу от столицы страны Нейпьидо. Абсолютная высота — 61 метр над уровнем моря.

## Население
По данным официальной переписи 1983 года, население составляло 51 437 человек.
Динамика численности населения города по годам:
| 1983   | 1993   | 2013    |
| ------ | ------ | ------- |
| 51 437 | 67 845 | 113 152 |

## Экономика и транспорт
В окрестностях Чау разведаны запасы нефти и природного газа. На территории города расположены нефтеперерабатывающий завод и нефтеналивной речной порт.

Ближайший аэропорт находится в городе Ланьва.